# Pasirdatar Indah
Pasirdatar Indah is een bestuurslaag in het regentschap Sukabumi van de provincie West-Java, Indonesië. Pasirdatar Indah telt 2992 inwoners (volkstelling 2010).